# Hospital Universitario de Santa Catalina
El Hospital Universitario de Santa Catalina (en búlgaro: университетска болница „Св. Екатерина“) es un centro de salud en Sofía, capital de Bulgaria. Se formó en 1985 como un centro nacional para las enfermedades cardiovasculares, dirigido por el profesor Aleksandar Chirkov. Un segundo centro se creó en 1989 también bajo el impulso de Chirkov, con la unión de ambos lugares el 3 de febrero de 2002 para formar el actual hospital.
El Hospital de Santa Catalina es conocido por realizar el primer trasplante de corazón en la Europa del Este (entonces el bloque Soviético) en 1986.
El complejo consta de tres partes dinámicas - un departamento de diagnóstico, un hospital y un departamento administrativo y económico.